# 松前山武士
松前山 武士（まつまえやま たけし、1940年6月29日 -　）は、北海道松前郡松前町出身で出羽海部屋（のち九重部屋）に所属した元大相撲力士。本名は渡辺 貞夫（わたなべ さだお）。最高位は東前頭9枚目（1965年5月場所）。現役当時の体格は173cm、94kg。得意手は左四つ、ハズ押し、寄り、投げ。 

## 来歴・人物
中学校卒業後は漁業に従事していたが、帰省した時に村相撲で活躍し、千代の山（横綱。引退後、年寄・九重を襲名）の入門を世話した地元の中学校校長・若狭龍太郎から角界入りを勧められた。その後上京し、1957年11月に出羽海部屋へ入門。入門後すぐ、彼が漁師時代に乗っていた漁船・久栄丸が転覆する海難事故があって乗組員全員が死亡しており、力士になったため命拾いしたともいえる。また、この事もあり、「絶対に関取になる」と誓った。四股名の「松前山」は、郷里である松前郡松前町に因んだものである。
体が小さく苦労したが順調に出世し、1963年5月場所で新十両昇進。そして、1964年7月場所にて新入幕を果たした。同場所では6勝9敗と負け越して1場所で十両に逆戻りしたが再入幕した1965年3月場所では8勝7敗と勝ち越し、翌場所では東前頭9枚目に進み、手取り力士として期待された。
しかし、3月場所前後から体調が優れず、病院で診察して貰ったところ肺結核と診断された。その治療のため、5月場所から6場所連続で休場し、再び土俵に復帰した翌年5月場所では三段目29枚目まで番付を落としていた。復活後は再度上昇し、1967年3月場所で十両に復帰。この場所より、元千代の山の九重親方が出羽海部屋から独立した事に伴って北の冨士や禊鳳らとともに九重部屋に移り、同場所では好調を維持して12勝3敗という好成績で十両優勝を遂げた。一方、幕内では兄弟子の大関・北の冨士が14勝1敗で初優勝を果たし、九重部屋誕生の場所でのダブル優勝に師匠の九重は涙が止まらなかった。
その後幕内復帰を目指したが叶わず、再び幕下に落ちた同年11月場所を以って、27歳の若さで引退。
引退後は年寄・尾上を襲名したが、1968年11月場所後に廃業した。
その後長く東京都新宿区歌舞伎町で、ふぐ料理・ちゃんこ料理の店を経営したが、現在は故郷に戻っている。

## 主な成績・記録
- 通算成績：301勝205敗73休 勝率.595
- 幕内成績：14勝16敗15休 勝率.467
- 現役在位：59場所
- 幕内在位：3場所
- 各段優勝
  - 十両優勝：1回（1967年3月場所）
  - 幕下優勝：1回（1966年7月場所）
  - 序ノ口優勝：1回（1958年3月場所）

### 場所別成績
| | 一月場所 初場所（東京） | 三月場所 春場所（大阪） | 五月場所 夏場所（東京） | 七月場所 名古屋場所（愛知） | 九月場所 秋場所（東京）  | 十一月場所 九州場所（福岡） |
| --- | ----------------------- | ----------------------- | ----------------------- | --------------------------- | ------------------------ | --------------------------- |
| 1958年 （昭和33年） | （前相撲）              | 西序ノ口4枚目 優勝 8–0  | 東序二段37枚目 5–3      | 西序二段17枚目 6–2          | 西三段目96枚目 6–2       | 東三段目76枚目 5–3          |
| 1959年 （昭和34年） | 西三段目60枚目 5–3      | 西三段目43枚目 5–3      | 西三段目28枚目 6–2      | 西三段目12枚目 5–3          | 西三段目9枚目 5–3        | 東幕下71枚目 3–5            |
| 1960年 （昭和35年） | 西三段目筆頭 6–2        | 西幕下68枚目 5–3        | 西幕下56枚目 4–4        | 西幕下55枚目 2–5            | 西幕下77枚目 5–2         | 東幕下65枚目 3–4            |
| 1961年 （昭和36年） | 東幕下72枚目 5–2        | 西幕下48枚目 5–2        | 東幕下35枚目 6–1        | 東幕下12枚目 4–3            | 東幕下7枚目 4–3          | 東幕下5枚目 4–3             |
| 1962年 （昭和37年） | 西幕下筆頭 3–4          | 東幕下3枚目 1–6         | 東幕下14枚目 2–5        | 東幕下21枚目 4–3            | 東幕下20枚目 5–2         | 西幕下13枚目 4–3            |
| 1963年 （昭和38年） | 東幕下11枚目 5–2        | 西幕下3枚目 5–2         | 西十両17枚目 9–6        | 東十両15枚目 8–7            | 東十両14枚目 8–7         | 東十両13枚目 10–5           |
| 1964年 （昭和39年） | 西十両3枚目 10–5        | 東十両筆頭 8–7          | 東十両筆頭 9–6          | 西前頭14枚目 6–9            | 東十両3枚目 6–9          | 東十両5枚目 10–5            |
| 1965年 （昭和40年） | 東十両筆頭 9–6          | 東前頭14枚目 8–7        | 東前頭9枚目 休場 0–0–15 | 西十両3枚目 休場 0–0–15     | 西十両17枚目 休場 0–0–15 | 東幕下18枚目 休場 0–0–7     |
| 1966年 （昭和41年） | 西幕下48枚目 休場 0–0–7 | 東幕下89枚目 休場 0–0–7 | 東三段目29枚目 6–1      | 東幕下85枚目 優勝 7–0       | 西幕下2枚目 4–3          | 西幕下2枚目 4–3             |
| 1967年 （昭和42年） | 東幕下筆頭 6–1          | 西十両17枚目 優勝 12–3  | 西十両11枚目 9–6        | 東十両7枚目 6–9             | 西十両12枚目 5–10        | 西幕下3枚目 引退 0–0–7      |
| 各欄の数字は、「勝ち-負け-休場」を示す。 優勝 引退 休場 十両 幕下 三賞：敢=敢闘賞、殊=殊勲賞、技=技能賞 その他：★=金星 番付階級：幕内 - 十両 - 幕下 - 三段目 - 序二段 - 序ノ口 幕内序列：横綱 - 大関 - 関脇 - 小結 - 前頭（「#数字」は各位内の序列） |                         |                         |                         |                             |                          |                             |

### 幕内対戦成績
| 浅瀬川 | 0 | 1 | 岩風           | 0 | 1 | 宇多川 | 1 | 0 | 北ノ國 | 0 | 1 |  |  |  |
| 君錦   | 1 | 0 | 二瀬川(高鉄山) | 0 | 1 | 豊國   | 1 | 1 | 羽黒山 | 1 | 0 |  |  |  |
| 長谷川 | 1 | 0 | 房錦           | 1 | 1 | 前田川 | 0 | 2 | 若秩父 | 0 | 1 |  |  |  |
| 若天龍 | 2 | 0 | 若浪           | 1 | 0 | 若羽黒 | 0 | 1 | 若見山 | 0 | 1 |  |  |  |

## 改名歴
- 松前山 貞夫（まつまえやま さだお、1958年3月場所-1964年5月場所）
- 松前山 武士（まつまえやま たけし、1964年7月場所-1965年9月場所）
- 渡辺山 貞夫（わたなべやま さだお、1965年11月場所-1966年3月場所）
- 松前山 武士（まつまえやま たけし、1966年5月場所-1967年11月場所）

## 年寄変遷
- 尾上 武士（おのうえ たけし、1967年11月-1968年11月）